# Laurent Véronnez
Laurent Véronnez (* 1977 in Belgien) ist ein Trance-Musiker. Laurent Véronnez ist auch als Airwave, Lolo oder L-Vee bekannt. Laurent Véronnez aka L-Vee und DJ Fire bilden zusammen das Trance-Projekt Fire & Ice.

## Biographie
Laurent Véronnez lebte bis zu seinem 20. Lebensjahr in Brüssel. Dort experimentierte er in seiner Wohnung eifrig mit allerlei Computern und Synthesizern. Nachdem er seine ersten Demos an Lightning Records – dem Urlabel des weltbekannten Labels Bonzai Records – schickt, wird er unter Vertrag gestellt und kann mit seinen ersten Releases mit den Projekten PLG, Montera, North Pole und Magnetix die ersten Achtungserfolge erzielen. Nach der Veröffentlichung der ersten Fire & Ice 12", welche er zusammen mit Jurgen Leyers aka DJ Fire produziert, gelang ihm der erste internationale Durchbruch. Um sich noch intensiver dem Produzieren von Musik widmen zu können, beschließt Laurent Véronnez nach Antwerpen umzuziehen.

## Diskografie

### Alben
- 2002: Believe (1 CD Album)
- 2004: I Want To Believe (2 CD Album)
- 2005: Trilogique (3 CD Album)
- 2006: The Best Of (Airwave / L-Vee)
- 2008: Touareg (2 CD Album)
- 2012: Dark Lines
- 2012: Parallel Lines
- 2012: Bright Lines

### Singles
- 1998: I Want To Believe (Maxi)
- 1999: Above The Sky (12")
- 2000: Escape From Nowhere / Alone In The Dark (12")
- 2000: Innerspace (12")
- 2001: Save Me (Single, EP)
- 2002: Another Dimension (12")
- 2002: Sunspot (12")
- 2003: When Things Go Wrong (12")
- 2004: Ladyblue (Part 1) (12")
- 2004: Ladyblue (Part 2) (12")
- 2004: Bordeom (12")
- 2004: Redemption (Digital)
- 2005: Progressive Aggressive (12")
- 2006: The Promise I Made (feat. Jon O’Bir) (12")
- 2007: Trilogique (Single)
- 2008: Punjabi Child (Digital)
- 2008: Sunshine In Your Heart (12")
- 2009: Batignolles Blues (Digital)
- 2009: Urban Touareq (Digital)
- 2010: Myla's Theme (Digital)

### Remixe (Auswahl)
- 2000: Push – Strange World
- 2001: Da Hool – Meet Her At The Love Parade 2001
- 2001: Ayu – Unite!
- 2002: Tiësto feat. Nicola Hitchcock – In My Memory
- 2002: Art of Trance – Love Washes Over
- 2002: Andain – Summer Calling
- 2005: Above & Beyond vs. Andy Moor – Air For Life
- 2009: John '00' Fleming – Nervous Breakdown
- 2010: Filo & Peri feat. Audrey Gallagher – This Night
- 2010: Maor Levi feat. Ashley Tomberlin – Chasing Love

## Belege
1. ↑  Chartquellen: UK1 UK2 UK3